# Młynica (powiat Poprad)
Młynica (słow. Mlynica, niem. Mühlenbach, węg. Malompatak) – wieś (obec) na Słowacji położona w kraju preszowskim, w okręgu Poprad. Pierwsze wzmianki o miejscowości pochodzą z roku 1268.
Według danych z dnia 31 grudnia 2010, wieś zamieszkiwało 430 osób, w tym 220 kobiet i 210 mężczyzn.
W 2001 roku rozkład populacji względem narodowości i przynależności etnicznej oraz religijnej wyglądał następująco:
- Słowacy – 99,44%
- Niemcy – 0,28%
- Polacy – 0,28%

- katolicy – 92,50%
- grekokatolicy – 1,39%
- niewierzący – 3,61%
- przynależność niesprecyzowana – 2,50%

We wsi znajduje się romańsko-gotycki kościółek pw. św. Małgorzaty z Antiochii z połowy XIII wieku. Wizerunek świętej jest również głównym elementem herbu wsi.